# Sarmiento (departamento de Chubut)
Sarmiento é um departamento da Argentina, localizado na 
província de Chubut.